# Flies & Lies
Flies & Lies è il secondo album in studio del gruppo progressive metal italiano Raintime, pubblicato nel 2007.

## Tracce
1. Flies & Lies
2. Rolling Chances
3. Apeiron
4. Rainbringer
5. Finally Me
6. Tears of Sorrow
7. The Black Well
8. Beat It (Michael Jackson cover)
9. Another Transition
10. Burning Doll
11. Matrioska

## Formazione
- Claudio Coassin - voce
- Matteo DiBon - chitarra
- Luca Michael Martina - chitarra
- Andrea Corona - tastiera
- Michele Colussi - basso
- Enrico Fabris - batteria, percussioni